# B-52 (cocktail)
En B-52 er et shot bestående af Kahlúa, Baileys og Grand Marnier. Når den er lavet korrekt vil ingredienserne være separeret i lag.[kilde mangler]
Der er tvivl om navnet refererer til bandet The B-52's eller den amerikanske B-52 Stratofortress bomber.
En B-52'er serveres normalt i et shotglas eller sherryglas. For at lave drinken hældes Kahlúa først i glasset, herefter hældes Baileys Irish Cream meget langsomt i glasset ved hjælp af bagsiden på en kold ske, sådan at det ikke bliver blandet med det nederste lag. Herefter hældes Grand Marnier også meget forsigtigt på bagsiden af skeen, sådan at lagene ikke bliver blandet.
Man kan sætte ild til det øverste lag inden serveringen, hvorved man får en Flaming B-52. Dog skal man være opmærksom på, om glasset i det tilfælde er lavet af varmebestandigt materiale.[kilde mangler]